# Божидар Пајевић
Божидар Пајевић (Цетиње, 23. децембар 1927 — 4. август 2013) био је југословенски и српски фудбалер, који је читаву каријеру провео у Партизану.

## Каријера
Пајевић је у Партизан дошао 1951. године и играо заједно у генерацији са Стјепаном Бобеком, Милошем Милутиновићем, Златком Чајковским и Бранком Зебецом. За Партизан дебитовао је 30. августа 1953. године на првенственој утакмици против Локомотиве Загреб, а у Партизану играо је до 1961. године. Последњи меч одиграо је у Купу Југославије 10. децембра 1960. године против Будућности Титоград. Укупно је забележио 323 наступа за Партизан, уз 13 постигнутих голова. Био је у стартној постави Партизана, која је 4. септембра 1955. године отворила Куп шампиона у Лисабону против Спортинг Лисабона, а наступио је и на мечевима против Реал Мадрида исте године.
За репрезентацију Југославије наступио је 9. маја 1954. године, на мечу против селекције Белгије.